# Cuscomys ashaninka
Cuscomys ashaninka és una espècie de mamífer rosegador de la família dels abrocòmids. És endèmica del departament de Cusco (Perú). Es tracta d'una espècie arborícola. El seu hàbitat natural són els boscos nans primaris. Es desconeix si hi ha cap amenaça significativa per a la supervivència d'aquesta espècie, tot i que àrees properes a la seva distribució estan sent convertides a l'ús agrícola.